# 의왕부곡초등학교
의왕부곡초등학교(義王富谷初等學校)는 대한민국 경기도 의왕시에 위치한 공립 초등학교이다.

## 학교 연혁
- 1946년 8월 10일 수원군 반월국민학교 부곡분교장 인가
- 1948년 10월 6일 부곡국민학교 승격
- 1950년 5월 20일 제1회 졸업
- 1996년 3월 1일 부곡초등학교로 개칭

## 참고 자료
- 의왕부곡초등학교 - 한국교육학술정보원 학교알리미

## 사진

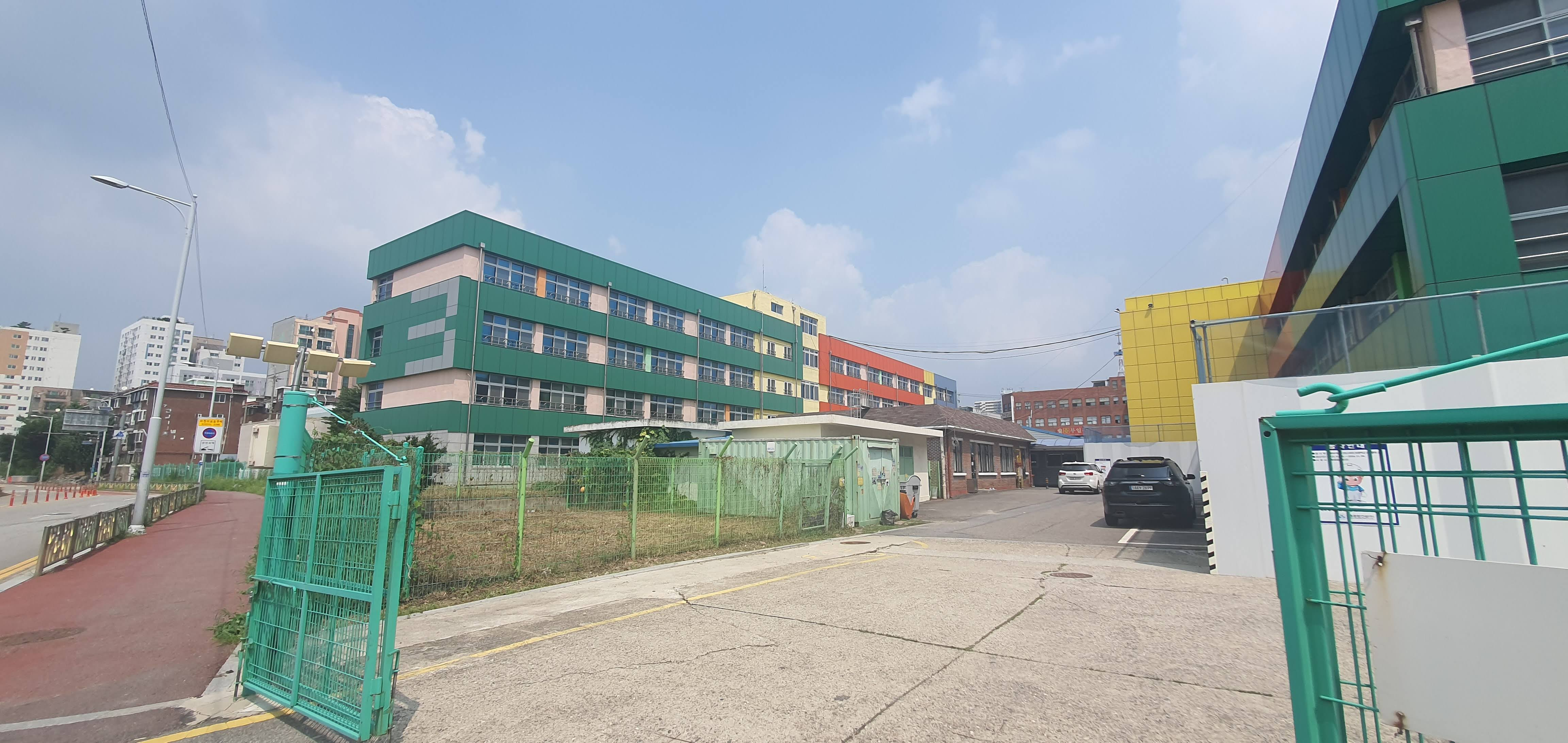
사진